# Генеральные конференции по мерам и весам
Генера́льные конфере́нции по ме́рам и веса́м (фр. Conférence Générale des Poids et Mesures), ГКВМ (фр. CGPM) созываются в Международном бюро мер и весов для принятия решений по стандартам измерения и вопросам измерительной науки. На ГКВМ присутствуют делегаты правительств членов и наблюдатели ассоциированных членов. Под руководством такой каждой Конференции Международный комитет мер и весов руководит бюро. Комитет подаёт на каждую Конференцию доклад о проделанной работе: меры по популяризации и улучшении СИ, поддержка новых фундаментальных метрологических определений, научные резолюции международного характера.
Конференции созываются обычно раз каждые 4 года, заседания проходят в Севре. Открывающая сессия Конференций открывается председателем Французской академии наук.